# Diictodontidae
Diictodontidae es una familia extinta de anomodontos sinápsidos del periodo Pérmico. Está conformado por los géneros Anomodon, y Diictodon (el género tipo).

## Ecología
Los diictodóntidos eran herbívoros.

## Distribución
Los diictodóntidos habitaron en Sudáfrica y en China.

## Clasificación
La Familia Diictodontidae fue asignada a Diictodontia por R. L. Carroll en 1988.